# Allsvenskan i bandy 2000/2001
Allsvenskan i bandy 2000/2001 var Sveriges högsta division i bandy för herrar säsongen 2000/2001. Södergruppstvåan Västerås SK lyckades vinna svenska mästerskapet efter seger med 4-3 mot södergruppsvinnaren Hammarby IF i finalmatchen på Studenternas IP i Uppsala den 18 mars 2001.

## Förlopp
- Grundserierna lottades i maj år 2000.[3]
- Nyheter och regeländringar inför säsongen var bland annat att lagvarningen slopades, och den spelare som åkte för tidigt på hörna eller frislag direkt kom att visas ut på fem minuters tid. Reservation gjordes för anfallande lag vid hörnor. En spelare som dröjde för länge med att slå hörnan fick en varning innan han visas ut. Föregående säsongs test med tre avbytare i Allsvenskan, förutom målvakt, permanentades för att nu även gälla Elitserien. Dock fanns kravet att tredje avbytaren bland utespelarna måste vara junior, 19 år eller yngre. Nytt var också att matchsekretariatet och utvisningsbåsen flyttades till motsatt sida av spelarbänkarna, så att domarna skulle slippa mötas av uppretade ledare då de åkte fram till matchsekretariatet. Lagen i Allsvenskan och Division 1 fick tre år på sig att fixa till separata bås.[3]
- Skytteligan vanns av Sergej Obuchov, Falu BS med 63 fullträffar.[4]

## Seriespelet

### Norrgruppen
Spelades 12 november 2000-10 januari 2001.
| Nr | Lag             | S  | V  | O | F  | +/-   | P  |
| -- | --------------- | -- | -- | - | -- | ----- | -- |
| 1  | Falu BS         | 14 | 12 | 1 | 1  | 91-39 | 25 |
| 2  | Sandvikens AIK  | 14 | 9  | 3 | 2  | 77-56 | 21 |
| 3  | Ljusdals BK     | 14 | 8  | 1 | 5  | 67-61 | 17 |
| 4  | Bollnäs GoIF    | 14 | 7  | 2 | 5  | 63-64 | 16 |
| 5  | Edsbyns IF      | 14 | 5  | 2 | 7  | 57-57 | 12 |
| 6  | Kalix Nyborg BK | 14 | 3  | 2 | 9  | 44-66 | 8  |
| 7  | Skutskärs IF    | 14 | 3  | 2 | 9  | 47-74 | 8  |
| 8  | IK Sirius       | 14 | 2  | 1 | 11 | 47-76 | 5  |

### Södergruppen
Spelades 12 november 2000-10 januari 2001.
| Nr | Lag                | S  | V | O | F | +/-   | P  |
| -- | ------------------ | -- | - | - | - | ----- | -- |
| 1  | Hammarby IF        | 14 | 9 | 1 | 4 | 86-55 | 19 |
| 2  | Västerås SK        | 14 | 7 | 4 | 3 | 73-55 | 18 |
| 3  | Vetlanda BK        | 14 | 8 | 0 | 6 | 66-57 | 16 |
| 4  | BS BolticGöta      | 14 | 6 | 2 | 6 | 65-61 | 14 |
| 5  | IFK Vänersborg     | 14 | 6 | 1 | 7 | 75-63 | 13 |
| 6  | Villa Lidköping BK | 14 | 6 | 1 | 7 | 80-88 | 13 |
| 7  | IFK Motala         | 14 | 4 | 3 | 7 | 54-84 | 11 |
| 8  | Katrineholms SK    | 14 | 3 | 2 | 9 | 39-75 | 8  |

### Elitserien
Spelades 17 januari 2001-14 februari 2001.
| Nr | Lag            | S  | V | O | F | +/-   | P  |
| -- | -------------- | -- | - | - | - | ----- | -- |
| 1  | Hammarby IF    | 11 | 7 | 4 | 0 | 68-39 | 18 |
| 2  | Falu BS        | 11 | 7 | 2 | 2 | 64-40 | 16 |
| 3  | Sandvikens AIK | 11 | 5 | 3 | 3 | 55-40 | 13 |
| 4  | Västerås SK    | 11 | 4 | 4 | 3 | 46-44 | 12 |
| 5  | Bollnäs GoIF   | 11 | 5 | 1 | 5 | 45-56 | 11 |
| 6  | Ljusdals BK    | 11 | 3 | 1 | 7 | 44-61 | 7  |
| 7  | Vetlanda BK    | 11 | 3 | 1 | 7 | 38-59 | 7  |
| 8  | BS BolticGöta  | 11 | 2 | 0 | 9 | 36-57 | 4  |

### Allsvenska fortsättningsserien
Spelades 17 januari 2001-14 februari 2001.
| Nr | Lag                | S  | V | O | F | +/-   | P  |
| -- | ------------------ | -- | - | - | - | ----- | -- |
| 1  | Edsbyns IF         | 11 | 7 | 2 | 2 | 74-40 | 19 |
| 2  | IFK Vänersborg     | 11 | 7 | 2 | 2 | 64-47 | 19 |
| 3  | Villa Lidköping BK | 11 | 6 | 2 | 3 | 62-53 | 16 |
| 4  | Katrineholms SK    | 11 | 4 | 4 | 3 | 55-44 | 12 |
| 5  | IFK Motala         | 11 | 5 | 1 | 5 | 40-55 | 12 |
| 6  | IK Sirius          | 11 | 4 | 2 | 5 | 49-49 | 10 |
| 7  | Kalix Nyborg BK    | 11 | 2 | 0 | 9 | 38-64 | 6  |
| 8  | Skutskärs IF       | 11 | 2 | 1 | 8 | 34-64 | 6  |

## Seriematcherna

### Södergruppen
| - 12 november 2000 Katrineholms SK-Västerås SK 2-7 (2-3) - 12 november 2000 Vetlanda BK-BS Boltic Göta 6-3 (4-2) - 12 november 2000 IFK Vänersborg-IFK Motala 11-3 (5-0) - 15 november 2000 Boltic Göta-Hammarby IF 3-3 (1-3) - 15 november 2000 Motala-Katrineholm 8-4 (3-3) - 15 november 2000 Villa Lidköping BK-Vetlanda 5-1 (2-0) - 15 november 2000 Västerås-Vänersborg 3-4 (1-2) - 17 november 2000 Boltic Göta-Vänersborg 4-3 (2-0) - 17 november 2000 Vetlanda-Motala 4-3 (2-2) - 17 november 2000 Villa Lidköping-Katrineholm 9-2 (6-1) - 19 november 2000 Hammarby-Västerås 4-6 (2-3) - 22 november 2000 Katrineholm-Hammarby 0-8 (0-5) - 22 november 2000 Motala-Boltic Göta 5-2 (3-2) - 22 november 2000 Vänersborg-Vetlanda 3-2 (2-1) - 22 november 2000 Västerås-Villa Lidköping 6-6 (2-4) - 24 november 2000 Vänersborg-Villa Lidköping 12-1 (6-0) - 26 november 2000 Boltic Göta-Västerås 5-5 (2-1) - 26 november 2000 Motala-Hammarby 3-6 (1-4) - 26 november 2000 Vetlanda-Katrienholm 1-4 (0-0) - 29 november 2000 Hammarby-Vänersborg 8-3 (4-3) - 29 november 2000 Katrineholm-Boltic Göta 5-3 (4-1) - 29 november 2000 Villa Lidköping-Motala 6-3 (3-1) - 29 november 2000 Västerås-Vetlanda 6-7 (1-4) - 1 december 2000 Boltic Göta-Villa Lidköping 5-4 (2-1) - 1 december 2000 Motala-Västerås 4-4 (2-1) - 1 december 2000 Vetlanda-Hammarby 4-5 (3-1) - 3 december 2000 Vänersborg-Katrineholm 4-6 (2-3) | - 6 december 2000 Hammarby-Vetlanda 5-6 (2-3) - 6 december 2000 Katrineholm-Vänersborg 4-4 (2-3) - 6 december 2000 Villa Lidköping-Boltic Göta 3-8 (3-3) - 6 december 2000 Västerås-Motala 3-3 (3-1) - 13 december 2000 Hammarby-Villa Lidköping 11-6 (5-2) - 15 december 2000 Boltic Göta-Katrineholm 5-1 (3-0) - 15 december 2000 Motala-Villa Lidköping 7-6 (4-5) - 15 december 2000 Vetlanda-Västerås 4-3 (4-1) - 15 december 2000 Vänersborg-Hammarby 6-7 (3-3) - 26 december 2000 Hammarby-Motala 9-0 (3-0) - 26 december 2000 Katrineholm-Vetlanda 0-7 (0-4) - 26 december 2000 Villa Lidköping-Vänersborg 9-6 (6-2) - 26 december 2000 Västerås-Boltic Göta 7-3 (1-3) - 29 december 2000 Hammarby-Boltic Göta 8-2 (2-1) - 29 december 2000 Katrineholm-Motala 4-4 (3-2) - 29 december 2000 Vetlanda-Villa Lidköping 10-4 (4-2) - 29 december 2000 Vänersborg-Västerås 2-4 (1-4) - 3 januari 2001 Boltic Göta-Vetlanda 5-3 (0-1) - 3 januari 2001 Motala-Vänersborg 5-4 (3-0) - 3 januari 2001 Villa Lidköping-Hammarby 8-5 (5-1) - 3 januari 2001 Västerås-Katrineholm 4-2 (2-2) - 6 januari 2001 Katrineholm-Villa Lidköping 2-6 (1-1) - 6 januari 2001 Motala-Vetlanda 6-7 (4-3) - 6 januari 2001 Vänersborg-Boltic Göta 8-3 (2-2) - 6 januari 2001 Västerås-Hammarby 5-2 (2-1) - 10 januari 2001 Boltic Göta-Motala 14-0 (4-0) - 10 januari 2001 Hammarby-Katrineholm 5-3 (3-1) - 10 januari 2001 Vetlanda-Vänersborg 4-5 (4-3) - 10 januari 2001 Villa Lidköping-Västerås 7-10 (2-5) |

### Norrgruppen
| - 12 november 2000 Kalix Nyborgs BK-Sandvikens AIK 2-8 (2-2) - 12 november 2000 Ljusdals BK-Bollnäs GIF 7-3 (4-0) - 12 november 2000 Skutskärs IF-Falu BS 4-7 (2-4) - 15 november 2000 Bollnäs-Kalix Nyborg 5-3 (2-0) - 15 november 2000 Falun-Edsbyns IF 7-1 (3-0) - 15 november 2000 Sandviken-Ljusdal 8-5 (4-1) - 15 november 2000 IK Sirius-Skutskär 5-0 (1-0) - 17 november 2000 Bollnäs-Skutskär 2-4 (2-2) - 17 november 2000 Ljusdal-Sirius 5-3 (2-1) - 17 november 2000 Sandviken-Edsbyn 4-3 (1-2) - 19 november 2000 Kalix Nyborg-Falun 3-6 (0-3) - 19 november 2000 Edsbyns IF-IK Sirius 4-4 (2-2) - 22 november 2000 Edsbyn-Ljusdal 6-5 (4-1) - 22 november 2000 Falun-Sandviken 5-5 (1-3) - 22 november 2000 Sirius-Bollnäs 4-5 (1-5) - 24 november 2000 Skutskär-Kalix Nyborg 2-5 (1-1) - 24 november 2000 Sandviken-Bollnäs 7-2 (0-1) - 25 november 2000 Ljusdal-Kalix Nyborg 4-4 (2-3) - 26 november 2000 Edsbyn-Skutskär 6-2 (2-1) - 26 november 2000 Falun-Sirius 7-3 (3-3) - 29 november 2000 Bollnäs-Falun 2-4 (1-3) - 29 november 2000 Kalix Nyborg-Edsbyn 1-5 (0-3) - 29 november 2000 Sirius-Sandviken 6-8 (3-6) - 29 november 2000 Skutskär-Ljusdal 3-8 (1-3) - 1 december 2000 Falun-Ljusdal 8-5 (6-2) - 3 december 2000 Edsbyn-Bollnäs 5-5 (3-1) - 3 december 2000 Sirius-Kalix Nyborg 6-3 (3-0) | - 5 december 2000 Bollnäs-Sirius 8-6 (4-3) - 6 december 2000 Kalix Nyborg-Skutskär 4-4 (1-2) - 6 december 2000 Ljusdal-Edsbyn 3-2 (1-2) - 6 december 2000 Sandviken-Falun 1-9 (1-5) - 13 december 2000 Skutskär-Sandviken 6-3 (4-0) - 15 december 2000 Edsbyn-Sandviken 2-4 (1-2) - 15 december 2000 Falun-Kalix Nyborg 7-1 (2-1) - 15 december 2000 Skutskär-Bollnäs 2-2 (2-5) - 15 december 2000 Sirius-Ljusdal 3-6 (1-2) - 26 december 2000 Bollnäs-Edsbyn 6-4 (3-3) - 26 december 2000 Kalix Nyborg-Sirius 4-0 (1-0) - 26 december 2000 Ljusdal-Falun 3-2 (2-1) - 26 december 2000 Sandviken-Skutskär 5-5 (2-2) - 29 december 2000 Edsbyn-Falun 4-6 (1-2) - 29 december 2000 Kalix Nyborg-Bollnäs 3-5 (2-2) - 29 december 2000 Ljusdal-Sandviken 3-5 (0-3) - 29 december 2000 Skutskär-Sirius 6-3 (2-1) - 3 januari 2001 Bollnäs-Ljusdal 7-4 (2-3) - 3 januari 2001 Falun-Skutskär 9-2 (4-1) - 3 januari 2001 Sandviken-Kalix Nyborg 6-3 (0-2) - 3 januari 2001 Sirius-Edsbyn 2-4 (1-1) - 6 januari 2001 Bollnäs-Sandviken 3-3 (0-2) - 6 januari 2001 Kalix Nyborg-Ljusdal 2-3 (1-3) - 6 januari 2001 Sirius-Falun 0-6 (0-4) - 6 januari 2001 Skutskär-Edsbyn 2-6 (0-2) - 10 januari 2001 Edsbyn-Kalix Nyborg 5-6 (2-3) - 10 januari 2001 Falun-Bollnäs 8-5 (3-2) - 10 januari 2001 Ljusdal-Skutskär 6-5 (4-3) - 10 januari 2001 Sandviken-Sirius 10-2 (5-2) |

### Elitserien
| - 17 januari 2001 Bollnäs GIF-Västerås SK 4-3 (2-1) - 17 januari 2001 Hammarby IF-Ljusdals BK 9-3 (2-3) - 17 januari 2001 Sandvikens AIK-Boltic 3-0 (2-0) - 17 januari 2001 Vetlanda BK-Falu BS 1-6 (1-3) - 19 januari 2001 Boltic-Bollnäs 4-7 (1-3) - 19 januari 2001 Falun-Hammarby 4-4 (2-4) - 19 januari 2001 Ljusdal-Vetlanda 2-5 (0-3) - 19 januari 2001 Västerås-Sandviken 3-7 (1-3) - 21 januari 2001 Bollnäs-Falun 4-4 (2-2) - 21 januari 2001 Hammarby-Vetlanda 8-4 (3-1) - 21 januari 2001 Sandviken-Ljusdal 4-5 (3-2) - 21 januari 2001 Västerås-Boltic 4-2 (4-0) - 24 januari 2001 Falun-Boltic 8-3 (4-0) - 24 januari 2001 Hammarby-Bollnäs 9-1 (4-1) - 24 januari 2001 Ljusdal-Västerås 4-5 (1-1, 1-0, 2-4) - 24 januari 2001 Vetlanda-Sandviken 7-4 (3-2) - 26 januari 2001 Bollnäs-Vetlanda 8-2 (2-2) - 26 januari 2001 Boltic-Ljusdal 8-4 (5-0) - 26 januari 2001 Sandviken-Hammarby 6-6 (1-3) - 26 januari 2001 Västerås-Falun 5-3 (3-2) - 28 januari 2001 Falun-Västerås 5-4 (2-3) - 28 januari 2001 Hammarby-Sandviken 3-3 (2-3) - 28 januari 2001 Ljusdal-Boltic 5-1 (3-1) - 28 januari 2001 Vetlanda-Bollnäs 5-3 (1-2) | - 31 januari 2001 Bollnäs-Hammarby 5-8 (0-2, 3-3, 2-3) - 31 januari 2001 Boltic--Falun 4-8 (0-6) - 31 januari 2001 Sandviken-Vetlanda 6-2 (6-2) - 31 januari 2001 Västerås-Ljusdal 5-5 (3-3) - 7 februari 2001 Falun-Ljusdal 8-3 (2-0) - 7 februari 2001 Hammarby-Västerås 4-4 (3-4) - 7 februari 2001 Sandviken-Bollnäs 8-0 (4-0) - 7 februari 2001 Vetlanda-Boltic 1-5 (1-4) - 9 februari 2001 Boltic-Hammarby 2-4 (0-2) - 9 februari 2001 Falun-Sandviken 7-2 (3-1) - 9 februari 2001 Ljusdal-Bollnäs 4-6 (2-3) - 9 februari 2001 Västerås-Vetlanda 4-4 (3-2) - 11 februari 2001 Bollnäs-Boltic 4-3 (1-1, 2-2, 1-0) - 11 februari 2001 Hammarby-Falun 4-2 (3-0, 1-1, 0-1) - 11 februari 2001 Sandviken Västerås 3-3 (2-2, 1-0, 0-1) - 11 februari 2001 Vetlanda-Ljusdal 1-4 (1-1) - 14 februari 2001 Boltic-Sandviken 4-9 (2-4) - 14 februari 2001 Falun-Vetlanda 9-6 (4-2) - 14 februari 2001 Ljusdal-Hammarby 5-9 (1-6) - 14 februari 2001 Västerås-Bollnäs 6-3 (3-2) |

### Allsvenska fortsättningsserien
| - 17 januari 2001 IFK Motala-Edsbyns IF 5-3 (2-1) - 17 januari 2001 Kalix Nyborg BK-Katrineholms SK 5-3 (0-1) - 17 januari 2001 Skutskärs IF-Villa-Lidk BK 3-5 (2-3) - 17 januari 2001 IFK Vänersborg-IK Sirius 6-2 (4-1) - 19 januari 2001 Edsbyn-Vänersborg 8-2 (4-1) - 19 januari 2001 Katrineholm-Skutskär 9-3 (5-1) - 19 januari 2001 Sirius-Motala 6-1 (3-1) - 19 januari 2001 Villa-Lidköping-Kalix Nyborg 6-5 (2-3) - 21 januari 2001 Edsbyn-Villa-Lidköping 5-3 (1-0) - 21 januari 2001 Motala-Skutskär 6-7 (2-3) - 21 januari 2001 Sirius-Katrineholm 4-4 (1-2) - 21 januari 2001 Vänersborg-Kalix Nyborg 11-3 (5-3) - 24 januari 2001 Kalix Nyborg-Motala 4-7 (1-1) - 24 januari 2001 Katrineholm-Edsbyn 5-5 (2-1) - 24 januari 2001 Skutskär-Vänersborg 3-4 (1-3) - 24 januari 2001 Villa-Lidköping-Sirius 5-3 (2-1) - 26 januari 2001 Kalix Nyborg-Skutskär 7-2 (4-1) - 26 januari 2001 Motala-Katrineholm 5-4 (3-1) - 26 januari 2001 Sirius-Edsbyn 7-7 (4-2) - 26 januari 2001 Vänersborg-Villa-Lidköpin 5-5 (3-2) - 28 januari 2001 Edsbyn-Kalix Nyborg 9-2 (5-0) - 28 januari 2001 Skutskär-Sirius 4-3 (1-3) - 28 januari 2001 Villa-Lidköping-Katrineholm 4-4 (1-3) - 28 januari 2001 Vänersborg-Motala 6-3 (2-2) | - 31 januari 2001 Kalix Nyborg-Vänersborg 1-6 (0-5) - 31 januari 2001 Katrineholm-Sirius 8-3 (3-1) - 31 januari 2001 Skutskär-Motala 2-2 (0-1, 1-0, 1-1) - 31 januari 2001 Villa-Lidköping-Edsbyn 4-8 (1-4) - 7 februari 2001 Edsbyn-Katrineholm 8-2 (4-2) - 7 februari 2001 Motala-Kalix Nyborg 3-2 (1-0) - 7 februari 2001 Sirius-Villa-Lidköping 5-3 (2-2) - 7 februari 2001 Vänersborg-Skutskär 6-2 (3-1) - 9 februari 2001 Edsbyn-Skutskär 5-1 (2-0) - 9 februari 2001 Kalix Nyborg-Sirius 3-4 (1-3) - 9 februari 2001 Katrineholm-Vänersborg 5-5 (2-3) - 9 februari 2001 Villa-Lidköping-Motala 8-4 (4-2) - 11 februari 2001 Kalix Nyborg-Villa-Lidköping 4-6 (3-1) - 11 februari 2001 Motala-Sirius 3-1 (0-0) - 11 februari 2001 Skutskär-Katrineholm 0-4 (0-2) - 11 februari 2001 Vänersborg-Edsbyn 8-4 (4-2) - 14 februari 2001 Edsbyn-Motala 12-1 (5-0) - 14 februari 2001 Katrineholm-Kalix Nyborg 7-2 (3-0) - 14 februari 2001 Sirius-Vänersborg 11-5 (4-3) - 14 februari 2001 Villa-Lidköping-Skutskär 13-7 (4-2) |

## Slutspel om svenska mästerskapet 2001

### Åttondelsfinaler (UEFA:s cupmodell)
- 16 februari 2001: Edsbyns IF-BS BolticGöta 6-4 (3-1)
- 16 februari 2001: IFK Vänersborg-Vetlanda BK 4-3 (4-0)
- 18 februari 2001: BS BolticGöta-Edsbyns IF 3-7 (2-1), Edsbyns IF vidare
- 18 februari 2001: Vetlanda BK-IFK Vänersborg 1-9 (0-4), IFK Vänersborg vidare

### Kvartsfinaler (bäst av fem matcher)
- 21 februari 2001: Hammarby IF-IFK Vänersborg 4-3(2-1)
- 21 februari 2001: Sandvikens AIK-Ljusdals BK 8-0 (4-0)
- 21 februari 2001: Falu BS-Edsbyns IF 6-2 (4-1)
- 21 februari 2001: Västerås SK-Bollnäs GoIF 10-5 (6-1)

- 23 februari 2001: IFK Vänersborg-Hammarby IF 3-2 (1-1)
- 23 februari 2001: Ljusdals BK-Sandvikens AIK 2-9 (0-6)
- 23 februari 2001: Edsbyns IF-Falu BS 3-1 (3-0)
- 23 februari 2001: Bollnäs GoIF-Västerås SK 3-6 (0-3)

- 25 februari 2001: Hammarby IF-IFK Vänersborg 11-2 (7-0)
- 25 februari 2001: Sandvikens AIK-Ljusdals BK 7-4 (2-2), Sandvikens AIK vidare med 3-0 i matcher
- 25 februari 2001: Falu BS-Edsbyns IF 5-3 (3-0)
- 25 februari 2001: Västerås SK-Bollnäs GoIF 8-1 (1-1), Västerås SK vidare med 3-0 i matcher

- 25 februari 2001: IFK Vänersborg-Hammarby IF 6-9 (2-4), Hammarby IF vidare med 3-1 i matcher
- 25 februari 2001: Edsbyns IF-Falu BS 3-7 (3-4), Falu BS vidare med 3-1 i matcher

### Semifinaler (bäst av fem matcher)
- 4 mars 2001: Hammarby IF-Sandvikens AIK 3-4 (0-3)
- 4 mars 2001: Falu BS-Västerås SK 2-3 (2-3)
- 7 mars 2001: Sandvikens AIK-Hammarby IF 4-5 (2-1)
- 7 mars 2001: Västerås SK-Falu BS 5-1 (4-0)
- 9 mars 2001: Hammarby IF-Sandvikens AIK 5-2 (2-0)
- 9 mars 2001: Falu BS-Västerås SK 6-5 sudden death (2-1)
- 11 mars 2001: Sandvikens AIK-Hammarby IF 6-7 sudden death (3-3), Hammarby IF vidare med 3-1 i matcher
- 11 mars 2001: Västerås SK-Falu BS 9-4 (5-2), Västerås SK vidare med 3-1 i matcher

### Final
- 18 mars 2001: Västerås SK-Hammarby IF 4-3 (2-1), Studenternas IP, Uppsala)